# Sainte-Anastasie-sur-Issole
Sainte-Anastasie-sur-Issole is een gemeente in het Franse departement Var (regio Provence-Alpes-Côte d'Azur) en telt 1532 inwoners (1999). De plaats maakt deel uit van het arrondissement Brignoles.

## Geografie
De oppervlakte van Sainte-Anastasie-sur-Issole bedraagt 10,7 km², de bevolkingsdichtheid is 143,2 inwoners per km².

## Verkeer en vervoer
In de gemeente ligt het gesloten spoorwegstation Sainte-Anastasie-sur-Issole.
De onderstaande kaart toont de ligging van Sainte-Anastasie-sur-Issole met de belangrijkste infrastructuur en aangrenzende gemeenten.

## Demografie
Onderstaande figuur toont het verloop van het inwonertal (bron: INSEE-tellingen).